# Hypoxis humilis
Hypoxis humilis är en enhjärtbladig växtart som beskrevs av Carl Sigismund Kunth. Hypoxis humilis ingår i släktet Hypoxis och familjen Hypoxidaceae. Inga underarter finns listade i Catalogue of Life.